# Neocordylobia tauffiebi
Neocordylobia tauffiebi är en tvåvingeart som beskrevs av Zumpt 1958. Neocordylobia tauffiebi ingår i släktet Neocordylobia och familjen spyflugor. Inga underarter finns listade i Catalogue of Life.